# Aoujeft
Aoujeft este o comună din Regiunea Adrar, Mauritania, cu o populație de 6.019 locuitori.